# Wade Barrett (worstelaar)
Stuart Alexander Bennett (Penwortham, 10 augustus 1980), beter bekend als Wade Barrett, is een Engels voormalig professioneel worstelaar die van 2010 tot 2016 actief was bij WWE. In augustus 2020 trad hij in dienst als commentator voor de federatie.

## Worstelcarrière

### World Wrestling Entertainment/WWE (2010-2016)
In het eerste seizoen van WWE NXT won Barrett en kreeg toen een contract om te worstelen voor WWE Raw. Barrett won de finaleronde van David Otunga.
Na dit seizoen ging Barrett aan de slag op Raw en richtte, na een paar weken, een worstelteam The Nexus. Barrett werd leider van het team, bestaande uit David Otunga, Justin Gabriel, Heath Slater, Darren Young, Skip Sheffield, Michael Tarver en Daniel Bryan. Daniel Bryan verliet de groep nadat WWE zijn contract niet verlengde. Een paar weken later werden Darren Young en Michael Tarver ontslagen door het team, vanwege de verloren wedstrijden tegen John Cena. De feud met Cena duurde maandenlang. Barrett verloor van Cena de "chairs match" ( wedstrijd met stalen stoelen) op TLC: Tables, Ladders & Chairs. Twee weken later, moest Barrett zijn leiderscapaciteiten opgeven aan CM Punk in een Hell in a Cell match tegen Randy Orton en Sheamus, dit voor een plek voor een WWE Championship match op Royal Rumble te winnen. CM Punk mengde zich tijdens die wedstrijd en nam Barrett's leidersband af en verloor alsnog de wedstrijd en lag hij uit de Nexus.
Tijdens de opnamen van SmackDown, op 5 januari, maakte Barrett zijn SmackDown-debuut en viel Big Show aan. Tijdens de editie van 25 maart won Barrett het WWE Intercontinental Championship door kampioen Kofi Kingston te verslaan. Op Capitol Punishment verloor Barrett zijn kampioenschap aan Ezekiel Jackson.
Tijdens de Raw-editie van 20 februari 2012 nam Bennett deel aan de battle royal voor een plek als de "#1 contender" op WrestleMania XXVIII. Hierbij brak hij zijn arm na het verkeerd opvangen van Dolph Ziggler, die werd geëlimineerd door Big Show. Door zijn blessure was Barrett maandenlang inactief. In september 2012 maakte hij zijn terugkeer en versloeg Yoshi Tatsu. In het najaar van 2012 begon hij een kleine vete met Randy Orton. Tijdens de laatste RAW-editie van 2012, versloeg Barrett kampioen Kingston voor het WWE Intercontinental Championship en veroverde hiermee voor de tweede keer deze titel. Op WrestleMania 29 moest hij de titel afstaan aan The Miz, maar een dag later, op Raw, herwon hij de titel van hem. Op Payback 2013 moest hij de titel afstaan aan Curtis Axel. In 2014 worstelde hij verder onder de ringnaam "Bad News Barrett". Op Extreme Rules 2014 veroverde hij voor de vierde keer het Intercontinental Championship door kampioen Big E te verslaan. Op 5 januari 2015 in een aflevering van Raw won hij voor de 5de keer het WWE Intercontinental Championship van Dolph Ziggler met behulp van Kane die er voor wouw zorgen dat Dolph zijn titel verloor. Dolph had Barrett verslaan maar Kane zei dat de match een 2 van de 3 falls is. Zo heeft Barrett hem 1 keer kunnen verslaan en de 2de keer was toen Kane Dolph afleidde. Hij moest het later afstaan op Wrestlemania 31 aan Daniel Bryan. Later in 2015 won hij de King of the Ring toernooi en veranderde zo zijn worstel naam naar King Barrett. Hij werd dan meteen erna vrienden met Sheamus, later was hij samen met hem lid van The League of Nations samen met Rusev en Alberto Del Rio. Op 4 april 2016 in een Raw aflevering werd hij uit de groep gegooid toen ze alweer een match verloren. Sindsdien is hij niet meer verschenen in WWE. Hij was ook voor een tijdje bevriend met Stardust en ging samen met hem in een vete tegen Neville en filmster Stephen Amell. Hij werd echter aangevallen door Stardust in een aflevering van Raw en zo werd hun vriendschap beëindigt. Barrett verscheen toen lang niet op tv, maar toen hij terug kwam in een Raw-aflevering, viel hij Stardust aan en ook Neville. 
Op 6 mei 2016 werd bekend dat het contract van Bennett niet zou worden verlengd. Bennet had al reeds in augustus 2015 bij het management van de WWE aangegeven dat hij niet zou gaan bijtekenen, alhoewel zijn contract nog door zou lopen tot juni 2016, is hij in overleg met het management van WWE tot een akkoord gekomen dat hij een paar weken eerder al van zijn contract en plichtplegingen af kon.
Naast Bennet werden ook Zeb Colter, Alex Riley, Damien Sandow, Santino Marella, Cameron, El Torito & Hornswoggle ontbonden van hun contracten met de WWE.

## In het worstelen
- Finishers
  - Bullhamer / Souvenir (2012–2016)
  - Wasteland (2010-2012)

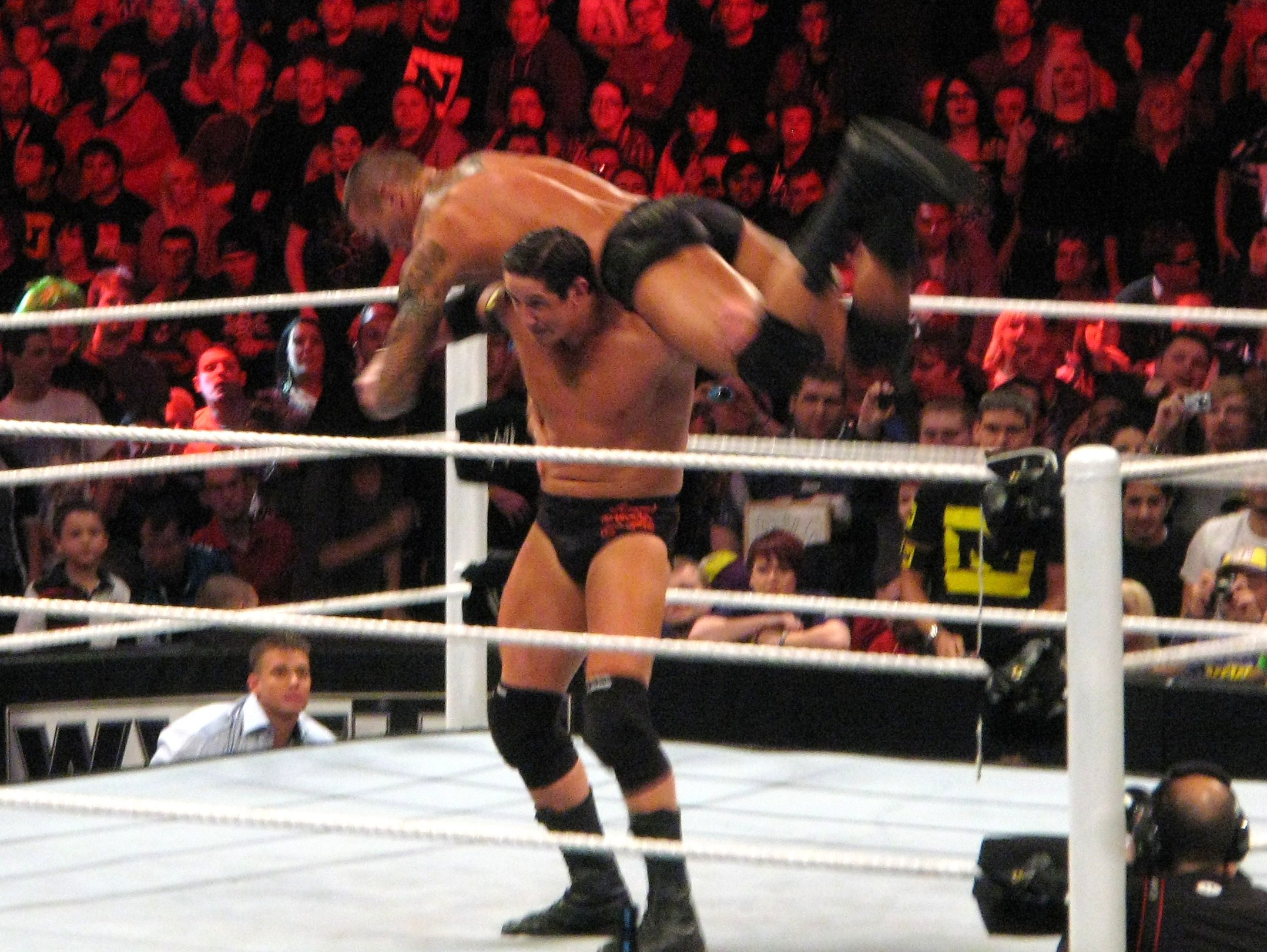
Barrett voerde de Wasteland uit op Randy Orton.

  - Winds of Change / Blackpool Slam (2011-2012)

- Signature moves
  - Backbreaker
  - Back kick
  - Big boot
  - Belly to belly suplex
  - Diving elbow drop
  - Leaping elbow smash
  - Neckbreaker
  - Powerbomb
  - Pumphandle falling powerslam
  - Short arm clothesline

- Managers
  - Byron Saxton

- Bijnamen
  - "The Bare Knuckle Brawler / Fighter / Champion"
  - "The Jackal"
  - "The Pinnacle"
  - "King Barrett (na het winnen van de 2015 King Of The Ring)"

- Opkomstnummers
  - "We Are One" van 12 Stones (7 juni 2010 – 3 januari 2011; gebruikt als lid van The Nexus)
  - "End of Days" van Jim Johnston (14 januari 2011 - 27 januari 2012; gebruikt als lid van The Corre en in een-op-een matchen)
  - "Just Don't Care Anymore" gecomponeerd door Jim Johnston en uitgevoerd door American Fangs (29 januari 2012 – 20 februari 2012)
  - "Just Don't Care Anymore V2" gecomponeerd door Jim Johnston en uitgevoerd door American Fangs (7 september 2012 - 20 mei 2013)
  - "I Did My Time" gecomponeerd door Jim Johnston (20 mei 2013 - 10 juni)
  - "Rebel Son (I Did My Time V2)" gecomponeerd door Jim Johnston (10 juni 2013 - 2016)

## Prestaties
- Dropkixx
  - Dropkixx IWC European Heavyweight Championship (1 keer)

- Florida Championship Wrestling
  - FCW Florida Tag Team Championship (1 keer)

- Ohio Valley Wrestling
  - OVW Southern Tag Team Championship (1 keer)

- World Wrestling Entertainment/WWE
  - King of the Ring winnaar 2015
  - WWE Intercontinental Championship (5 keer)
  - WWE NXT (winnaar seizoen 1)